# Bóg w buddyzmie
Buddyzm – jest religią (lub systemem filozoficzno-etycznym), w której pojęcie Boga osobowego ma drugorzędne (bądź żadne) znaczenie, zaś ostatecznym celem wszystkich buddystów jest osiągnięcie oświecenia i wyzwolenie z kręgu kolejnych wcieleń. Zasadniczym zagadnieniem, które umożliwia ostatecznie osiągnięcie owego oświecenia przez wszystkie czujące istoty, czyli doskonałego stanu Buddy, jest natomiast idea Siunjaty. Z dogmatem Boga „Stwórcy” nie można pogodzić np. nauk o karmie i reinkarnacji. Niemniej, buddyzm nie jest religią całkowicie pozbawioną idei o możliwości istnienia istot w Samsarze „Świecie Cierpienia” zwanych bogami, a w różnych jego wersjach znaleźć można zarówno doktryny całkowicie nieteistyczne, ale z elementami występowania abstrakcyjnego absolutu (np. natura Buddy, Dharmakaja), jak i mentalistyczne, zabarwione panteizmem.
To co jest znamienne, buddyzm nie kładzie nacisku na filozoficzne spekulacje, ale na bezpośrednie doświadczenie pochodzące z unikatowych praktyk umożliwiających wgląd w naturę rzeczywistości i umysłu, natury, która tylko teoretycznie wydaje się być „absolutem”, a ostatecznie przekracza wszelkie konceptualne wyobrażenia.
Buddyjski tekst Buddhacarita z II w. n.e. zawiera fragmenty, które w sposób filozoficzny obalają możliwość istnienia pozaświatowego Absolutu i Boga-Stwórcy.

## Wczesne szkoły buddyjskieitheravada
W świętych pismach buddyzmu (sutty) Budda kpi z braminów (członków ówczesnej kasty kapłańskiej), twierdząc, że nie spojrzeli oni na Brahmę, a mimo to chcą nauczać innych jak osiągnąć jedność z tym, czego nigdy nie widzieli. Nazywa on ich mowy „głupią gadaniną” i „idiotycznymi, czczymi, pustymi słowami o niczym” (Digha-Nikaya No. 13, Tevijja Sutta). Nie zaprzecza on jednakże istnieniu Brahmy, lecz jedynie ukazuje głupotę tych przewodników duchowych, którzy chcą prowadzić innych tam, gdzie sami nigdy nie dotarli.
Brahma, choć Budda nie przeczy jego istnieniu, nie jest uważany przez Buddę za władcę, wszechwiedzącego, wszechmocnego Boga-Stworzyciela. Brahma, tak jak inne dewy, podlega procesowi zmian, upadku i śmierci. W cyklu narodzin i śmierci (samsarze). Zamiast wierzyć w takiego Boga, który według wierzeń buddystów, w rzeczywistości sam nie może uchronić się od ułudy i śmierci, ludzie mądrzy powinni oddać się praktyce Dharmy (prawdy duchowej) nauczanej przez Buddę, w której właściwy pogląd, właściwe myślenie, właściwa mowa, właściwe działanie, właściwe życie, właściwy wysiłek, właściwa uwaga i właściwa medytacja są najważniejsze i prowadzą do duchowego wyzwolenia.
Budda krytykował wiele poglądów jemu współczesnych i odrzucał je – np. wiarę w to, że wszystko jest ściśle zdeterminowane przez przeszłe czyny (pubbe katahetu), wiarę w totalny brak przyczynowości (ahetu appaccaya), albo wiarę, że wszystko dzieje się za sprawą wszechmogącego Boga (issaranimmaanahetu) – nazywając je doktrynami o niedziałaniu (akiriyavaada), sprzecznymi z Dharmą.
„Pojęcie Boga” nie wchodzi w skład doktryny Buddy nauczanej w sutrach (albo „agamach”), a mającej na celu wyzwolenie od cierpienia. Niektórzy jednak widzą w pojęciu „królestwa Nirwany, w którym nie ma śmierci” ślady ponadosobowego, transcendentnego Absolutu (patrz: Natura Buddy).